# James Woodard
James Alexander Woodard (Arcadia, 24 gennaio 1994) è un cestista statunitense.

## Palmarès
- Campionato macedone: 1

MZT Skopje: 2018-2019